# 누레딘 모르셀리
누레딘 모르셀리(아랍어: نور الدين مرسلي, 프랑스어: Noureddine Morceli, 1970년 2월 28일~)는 알제리의 육상 선수로 주 종목은 중거리 달리기이다. 주로 1500m를 경기에서 활약하면서 1996년 하계 올림픽과 세계 육상 선수권 대회에서 금메달 3개를 획득했다.

## 경력
슐레프주 테네스에서 태어난 모르셀리는 1980년과 1984년 하계 올림픽에 참가한 자신의 형 압데라마네의 코치 아래에서 훈련하였다.

### 1990~92
1990년 시니어 클래스로 올라가면서 3분 37.87초의 시즌 기록을 세웠다. 1991년 2월 28일 3분 34.16초와 함께 세비야에서 1500m의 실내 기록을 깨고 9일 후에 세계 실내 선수권 대회의 1500m 타이틀을 우승하였다. 그해의 실외 시즌을 통하여 모르셀리는 1500m에서 패한 적이 없는 선수로 남아있었고, 몇몇의 그랑프리에서 3분 31초에 달렸다.
도쿄에서 열린 세계 육상 선수권 대회에서 1500m의 우승 후보로 보인 그는 쉽게 우승을 하였다. 3분 32.84초의 세계 신기록을 세워 2위로 들어온 케냐의 윌프레드 키로치와 자신 사이에 2초 선두로 완료하였다.
1992년의 시작에 모르셀리는 실내 1000m의 세계 신기록 2분 15.26초를 세웠다. 바르셀로나 올림픽에 대비하여 로마와 오슬로에서 각각 제나로 디 나폴리와 데이비드 키베트에게 패하였다. 올림픽에서는 준결승전에서 강한 모습을 보였으나, 결승전에서는 부진한 모습을 보여 7위로 오고 말았다. 3일 후에 모나코에서 자신의 최고 기록을 세우고, 1주 후에 취리히에서 3분 30.76초로 자신의 기록을 깼다. 9월에는 1500m의 세계 신기록 3분 28.86초를 세웠다.

### 1993~95
1993년 나르본에서 열린 지중해 경기 대회에서 3분 29.20초로 우승하면서 자신의 세계 기록을 좁은 차이로 놓치고 말았다. 슈투트가르트에서 열린 세계 육상 선수권 대회에서는 1500m 결승전에서 마지막 바퀴를 빠르게 달려 쉽게 우승하면서 자신의 세계 타이틀을 보유하였다. 베를린과 브뤼셀에서 마일 종목의 세계 신기록을 세우는 데 실패하였으나, 이틀 후에 3분 44.39초의 기록과 함께 구기록을 깨면서 모드를 놀라게 하였다.
1994년 3000m에서 7분 25.11초의 세계 신기록을 세웠으며 5000m와 성공적으로 실험하기도 하였다. 4분 47.88초와 2000m 세계 기록을 깨고 9일 후에 니스에서 자신의 1500m 기록을 3분 27.37초로 낮추면서 자신 경력의 마지막 세계 기록을 세웠다.
예테보리에서 열린 1995년 세계 육상 선수권 대회에서도 1500m 3연승을 하였으며, 자신의 마일 기록을 향상시키는 데 노력하였지만 실패하고 말았다.

### 1996~2000
1996년 시즌의 시작에서 모르셀리는 세계 시즌의 최고 기록 3분 29.50초를 세웠다. 그러나 모로코의 히샴 엘 게루주가 항엘로에서 3분 29.51초로 우승하면서 새로운 상대가 갑자기 나타났다. 애틀랜타 올림픽에서 모르셀리는 거대한 압박에 놓여 있었다. 결승전에서 자신의 라이벌 엘 게루주가 마지막 트랙에서 넘어지자, 모르셀리는 속력을 내면서 전 올림픽 챔피언 페르민 카초를 앞서 우승을 거두었다. 그해의 말에 밀라노에서 엘 게루주에게 패하고, 이듬해 아테네에서 열린 세계 육상 선수권 대회에서는 1500m 4위를 하였다. 1999년 세비야에서는 1500m 결승전에 도달하였으나, 탈락하고 말았다.
2000년 시드니 올림픽이 그의 주요 국제 시합에서 마지막 출연이었다.